# 1491 pr. n. št.

## Smrti
- Dzu Šin, trinajsti ali štirinajsti kralj kitajske dinastije Šang (* ni znano)